# Liste des titres musicaux numéro un en Allemagne en 2018
Cette page liste les titres numéro un dans les meilleures ventes de disques en Allemagne pour l'année 2018 selon Media Control Charts.
Les classements sont issus des 100 meilleures ventes de singles et des 100 meilleures ventes d'albums. Ils se déroulent du vendredi au jeudi, et sont publiés le mardi par l'industrie musicale allemande.

## Classement des singles
| №  | Date         | Artiste                                            | Titre                                     | Référence |
| -- | ------------ | -------------------------------------------------- | ----------------------------------------- | --------- |
| 1  | 5 janvier    | Ed Sheeran                                         | Perfect                                   |           |
| 2  | 12 janvier   | Ed Sheeran                                         | Perfect                                   |           |
| 3  | 19 janvier   | Ed Sheeran                                         | Perfect                                   |           |
| 4  | 26 janvier   | Ed Sheeran                                         | Perfect                                   |           |
| 5  | 2 février    | Ed Sheeran                                         | Perfect                                   |           |
| 6  | 9 février    | Ed Sheeran                                         | Perfect                                   |           |
| 7  | 16 février   | Bausa                                              | Was du Liebe nennst                       |           |
| 8  | 23 février   | Liam Payne & Rita Ora                              | For You                                   |           |
| 9  | 2 mars       | Drake                                              | God's Plan                                |           |
| 10 | 9 mars       | Olexesh feat. Edin                                 | Magisch                                   |           |
| 11 | 16 mars      | Marshmello & Anne-Marie                            | Friends                                   |           |
| 12 | 23 mars      | Marshmello & Anne-Marie                            | Friends                                   |           |
| 13 | 30 mars      | Marshmello & Anne-Marie                            | Friends                                   |           |
| 14 | 6 avril      | Marshmello & Anne-Marie                            | Friends                                   |           |
| 15 | 13 avril     | Capital Bra                                        | 5 Songs in einer Nacht                    |           |
| 16 | 20 avril     | Marshmello & Anne-Marie                            | Friends                                   |           |
| 17 | 27 avril     | Calvin Harris & Dua Lipa                           | One Kiss                                  |           |
| 18 | 4 mai        | Capital Bra feat. Ufo361                           | Neymar                                    |           |
| 19 | 11 mai       | Capital Bra feat. Ufo361                           | Neymar                                    |           |
| 20 | 18 mai       | Capital Bra feat. Ufo361                           | Neymar                                    |           |
| 21 | 25 mai       | Pietro Lombardi                                    | Phänomenal                                |           |
| 22 | 1er juin     | Capital Bra                                        | One Night Stand                           |           |
| 23 | 8 juin       | Capital Bra                                        | One Night Stand                           |           |
| 24 | 15 juin      | Capital Bra                                        | Berlin lebt                               |           |
| 25 | 22 juin      | Namika feat. Black M                               | Je ne parle pas français (Beatgees Remix) |           |
| 26 | 29 juin      | Namika feat. Black M                               | Je ne parle pas français (Beatgees Remix) |           |
| 27 | 6 juillet    | Clean Bandit feat. Demi Lovato                     | Solo                                      |           |
| 28 | 13 juillet   | Bushido feat. Samra & Capital Bra                  | Für euch alle                             |           |
| 29 | 20 juillet   | Dynoro feat. Gigi D'Agostino                       | In My Mind                                |           |
| 30 | 27 juillet   | Dynoro feat. Gigi D'Agostino                       | In My Mind                                |           |
| 31 | 3 août       | Dynoro feat. Gigi D'Agostino                       | In My Mind                                |           |
| 32 | 10 août      | Capital Bra feat. Juju                             | Melodien                                  |           |
| 33 | 17 août      | Dynoro feat. Gigi D'Agostino                       | In My Mind                                |           |
| 34 | 24 août      | Dynoro feat. Gigi D'Agostino                       | In My Mind                                |           |
| 35 | 31 août      | Dynoro feat. Gigi D'Agostino                       | In My Mind                                |           |
| 36 | 7 septembre  | Dynoro feat. Gigi D'Agostino                       | In My Mind                                |           |
| 37 | 14 septembre | Dynoro feat. Gigi D'Agostino                       | In My Mind                                |           |
| 38 | 21 septembre | Bonez MC & RAF Camora feat. Gzuz                   | Kokain                                    |           |
| 39 | 28 septembre | Dynoro feat. Gigi D'Agostino                       | In My Mind                                |           |
| 40 | 5 octobre    | Dynoro feat. Gigi D'Agostino                       | In My Mind                                |           |
| 41 | 12 octobre   | Bonez MC & RAF Camora                              | 500 PS                                    |           |
| 42 | 19 octobre   | Dynoro feat. Gigi D'Agostino                       | In My Mind                                |           |
| 43 | 26 octobre   | Capital Bra feat. Luciano & Eno                    | Roli Glitzer Glitzer                      |           |
| 44 | 2 novembre   | KitschKrieg feat. Trettmann, Gringo, Ufo361 & Gzuz | Standard                                  |           |
| 45 | 9 novembre   | KitschKrieg feat. Trettmann, Gringo, Ufo361 & Gzuz | Standard                                  |           |
| 46 | 16 novembre  | Samra                                              | Cataleya                                  |           |
| 47 | 23 novembre  | Ava Max                                            | Sweet but Psycho                          |           |
| 48 | 30 novembre  | Mero                                               | Baller los                                |           |
| 49 | 7 décembre   | Ava Max                                            | Sweet but Psycho                          |           |
| 50 | 14 décembre  | Ava Max                                            | Sweet but Psycho                          |           |
| 51 | 21 décembre  | Ava Max                                            | Sweet but Psycho                          |           |
| 52 | 28 décembre  | Capital Bra                                        | Benzema                                   |           |

## Classement des albums
| №  | Date         | Artiste                 | Titre                                                            | Référence |
| -- | ------------ | ----------------------- | ---------------------------------------------------------------- | --------- |
| 1  | 5 janvier    | Ed Sheeran              | ÷                                                                |           |
| 2  | 12 janvier   | Ed Sheeran              | ÷                                                                |           |
| 3  | 19 janvier   | Klubbb3                 | Wir werden immer mehr!                                           |           |
| 4  | 26 janvier   | Mike Singer             | Deja Vu                                                          |           |
| 5  | 2 février    | Tocotronic              | Die Unendlichkeit                                                |           |
| 6  | 9 février    | Justin Timberlake       | Man of the Woods                                                 |           |
| 7  | 16 février   | Compilation             | Cinquante nuances plus claires                                   |           |
| 8  | 23 février   | Goitzsche Front         | Deines Glückes Schmied                                           |           |
| 9  | 2 mars       | B-Tight                 | A.i.d.S. Royal                                                   |           |
| 10 | 9 mars       | Olexesh                 | Rolexesh                                                         |           |
| 11 | 16 mars      | Fantasy                 | Das Beste von Fantasy – Das große Jubiläumsalbum mit allen Hits! |           |
| 12 | 23 mars      | Frei.Wild               | Rivalen und Rebellen                                             |           |
| 13 | 30 mars      | Frei.Wild               | Rivalen und Rebellen                                             |           |
| 14 | 6 avril      | Azet                    | Fast Life                                                        |           |
| 15 | 13 avril     | Thirty Seconds to Mars  | America                                                          |           |
| 16 | 20 avril     | Ufo361                  | 808                                                              |           |
| 17 | 27 avril     | Sting & Shaggy          | 44/876                                                           |           |
| 18 | 4 mai        | Helene Fischer          | Helene Fischer                                                   |           |
| 19 | 11 mai       | Helene Fischer          | Helene Fischer                                                   |           |
| 20 | 18 mai       | Kontra K                | Erde und Knochen                                                 |           |
| 21 | 25 mai       | Five Finger Death Punch | And Justice for None                                             |           |
| 22 | 1er juin     | Gzuz                    | Wolke 7                                                          |           |
| 23 | 8 juin       | Andreas Gabalier        | Vergiss mein nicht                                               |           |
| 24 | 15 juin      | Andreas Gabalier        | Vergiss mein nicht                                               |           |
| 25 | 22 juin      | Andreas Gabalier        | Vergiss mein nicht                                               |           |
| 26 | 29 juin      | Capital Bra             | Berlin lebt                                                      |           |
| 27 | 6 juillet    | Juri                    | Bratans aus Favelas                                              |           |
| 28 | 13 juillet   | Eloy de Jong            | Kopf aus - Herz an                                               |           |
| 29 | 20 juillet   | Die Amigos              | 110 Karat                                                        |           |
| 30 | 27 juillet   | Powerwolf               | The Sacrament of Sin                                             |           |
| 31 | 3 août       | Summer Cem              | Endstufe                                                         |           |
| 32 | 10 août      | Vanessa Mai             | Schlager                                                         |           |
| 33 | 17 août      | Kollegah & Farid Bang   | Platin war gestern                                               |           |
| 34 | 24 août      | Saltatio Mortis         | Brot und Spiele                                                  |           |
| 35 | 31 août      | Clueso                  | Handgepäck I                                                     |           |
| 36 | 7 septembre  | Marteria & Casper       | 1982                                                             |           |
| 37 | 14 septembre | Paul McCartney          | Egypt Station                                                    |           |
| 38 | 21 septembre | Alligatoah              | Schlaftabletten, Rotwein V                                       |           |
| 39 | 28 septembre | Xatar                   | Alles oder Nix II                                                |           |
| 40 | 5 octobre    | Bushido                 | Mythos                                                           |           |
| 41 | 12 octobre   | Bonez MC & RAF Camora   | Palmen aus Plastik 2                                             |           |
| 42 | 19 octobre   | Bosse                   | Alles ist jetzt                                                  |           |
| 43 | 26 octobre   | Genetikk                | Y.A.L.A                                                          |           |
| 44 | 2 novembre   | The BossHoss            | Black Is Beautiful                                               |           |
| 45 | 9 novembre   | BAP                     | Live und deutlich                                                |           |
| 46 | 16 novembre  | Herbert Grönemeyer      | Tumult                                                           |           |
| 47 | 23 novembre  | The Kelly Family        | We Got Love                                                      |           |
| 48 | 30 novembre  | Herbert Grönemeyer      | Tumult                                                           |           |
| 49 | 7 décembre   | Herbert Grönemeyer      | Tumult                                                           |           |
| 50 | 14 décembre  | Kollegah                | Monument                                                         |           |
| 51 | 21 décembre  | Udo Lindenberg          | MTV Unplugged 2: Live vom Atlantik (Zweimaster Edition)          |           |
| 52 | 28 décembre  | Udo Lindenberg          | MTV Unplugged 2: Live vom Atlantik (Zweimaster Edition)          |           |

## Hit-parade de l'année
| Singles | Albums |
| --- | --- |
| 1. Dynoro & Gigi D’Agostino – In My Mind 2. Ed Sheeran – Perfect 3. Bausa - Was du Liebe nennst 4. Calvin Harris & Dua Lipa - One Kiss 5. Dennis Lloyd - Nevermind 6. El Profesor - Bella Ciao (Hugel Remix) 7. Namika feat. Black M - Je ne parle pas français (Beatgees Remix) 8. Clean Bandit feat. Demi Lovato - Solo 9. Marshmello & Anne-Marie - Friends 10. Luis Fonsi & Demi Lovato - Échame la culpa | 1. Helene Fischer – Helene Fischer 2. Bonez MC & RAF Camora - Palmen aus Plastik 2 3. Gzuz - Wolke 7 4. Frei.Wild - Rivalen und Rebellen 5. Ed Sheeran – ÷ 6. Herbert Grönemeyer - Tumult 7. Ben Zucker - Na und?! 8. Bushido - Mythos 9. Santiano - Im Auge des Sturms 10. Eloy de Jong - Kopf aus – Herz an |